# Split Wide Open
Split Wide Open és una pel·lícula índia de 1999 dirigida per Dev Benegal. És el seu segon llargmetratge després de English, August (1994). La pel·lícula tracta principalment dels conflictes de l'aigua als barris marginals de Bombai, i de la pedofília, i també analitza la sexualitat subversiva a l'Índia moderna i com es qüestionen les nocions de moralitat quan el sexe i la pobresa xoquen. La pel·lícula va rebre dures crítiques quan es va estrenar a Índia i ha estat una de les pel·lícules índies més controvertides.

## Repartiment i personatges
- Rahul Bose com a KP (Kut-Price)
- Laila Rouass com a Nandita
- Ayesha Dharkar com a Leela
- Shivaji Satam com a Shiv
- Abhimanyu Sharma com a Shiv
- Farida Haider Mulla com a Didi
- Kiran Nagarkar com el germà Bono
- Rajika Puri com a tia
- Virendra Saxena com a Altaf
- Aadya Bedi

## Premis i reconeixements
- La selecció oficial al 56a Mostra Internacional de Cinema de Venècia de 1999.
- Va rebre un premi especial del jurat a la pel·lícula i el premi al millor actor (Rahul Bose) al Festival Internacional de Cinema de Singapur de l'any 2000.
- Va guanyar el Gran Premi al Festival de Cinema Independent de Brussel·les de l'any 2000.
- Nominat al Gran Premi del Festival Internacional de Cinema de Bratislava de l'any 2000.

## Banda sonora
La banda sonora original de la pel·lícula consta de 17 cançons en total amb 9 cançons de la banda sonora i 5 cançons instrumentals compostes per Nitin Sawhney.
| 1.  | «You are the reason»                    | Air Supply, Mehnaz Hoosein |  |
| 2.  | «Jaane Na Koi»                          | Asha Bhosle                |  |
| 3.  | «Kurti Da Touch»                        | Silk Route                 |  |
| 4.  | «The trick is to keep breathing »       | Garbage                    |  |
| 5.  | «Trapped»                               | Indus Creed                |  |
| 6.  | «Dooba Dooba»                           | Silk Route                 |  |
| 7.  | «Duniya»                                | Raageshwari                |  |
| 8.  | «Mera Jee Nahin Lage»                   | Najam Sheraz               |  |
| 9.  | «Dil Se Mera Hai»                       | Drosnadresd                |  |
| 10. | «Black is black»                        | Anaida                     |  |
| 11. | «Would you like to» (Go to bed with me) | Touch and Go               |  |
| 12. | «Welcome to Bombay»                     | Nitin Sawhney              |  |
| 13. | «Aaj Aaj Eri Sari Oe»                   | 917 Fridanasd              |  |
| 14. | «Yo KP!»                                | Nitin Sawhney              |  |
| 15. | «For Didi»                              | Nitin Sawhney              |  |
| 16. | «Television Sting»                      | Nitin Sawhney              |  |
| 17. | «A Golden Tap» (End Title)              | Nitin Sawhney              |  |

La pel·lícula inclou als crèdits cançons de Massive Attack, Nusrat Fateh Ali Khan, Bob Dylan, Mark Knopfler, Pink Floyd, Krome Assassins, Touch and Go, Purvi Parikh, els Dagar Brothers i Kishori Amonkar per la banda sonora.